# Fay Potton
Fay Potton (* 18. April 1976) ist eine ehemalige britische Biathletin.

## Karriere
Fay Potton trat in der Saison 2006/07 im Biathlon-Europacup an. Ihr erstes Rennen bestritt die Britin in Obertilliach und wurde 62. in einem Sprint. Ihr bestes Karriereergebnis in der Rennserie erreichte sie in ihrer ersten Saison in Ridnaun, wo sie in einem Sprint 19. wurde. Es war zugleich ihr bestes Ergebnis in der Rennserie.
National hatte Potton größere Erfolge als international. 2003 und 2005 wurde sie bei den britischen Meisterschaften Dritte im Massenstart, 2006 gewann Potton Silber in Sprint und Massenstart, 2007 gewann sie die Titel im Einzel und im Sprint. Nach der Saison wollte sie zunächst aus beruflichen Gründen ihre internationale Karriere beenden, kehrte aber nach einem Jahr in den britischen Nationalkader zurück und wurde vor allem im IBU-Cup eingesetzt. 2010 folgte das Debüt bei einem Staffelrennen im Weltcup, bei dem die Britin mit Amanda Lightfoot, Adele Walker und Olwen Thorn als Schlussläuferin 20. wurde.
Erster Karrierehöhepunkt wurden die Weltmeisterschaften 2011 in Chanty-Mansijsk, bei denen Potton 85. des Einzels, 89. des Sprints und mit Lightfoot, Walker und Nerys Jones 19. des Staffelwettbewerbs wurde. Bei den nationalen Meisterschaften gewann sie mit dem Einzel ihren dritten Titel. Im weiteren Jahresverlauf nahm sie an den Sommerbiathlon-Weltmeisterschaften 2011 in Nové Město na Moravě teil, wurde dort 33. des Sprints und im Verfolgungsrennen überrundet. 
Letzte internationale Meisterschaften wurden die Weltmeisterschaften 2012 in Ruhpolding, bei denen Potton im Einzel 106. und mit Lightfoot, Jones und Walker erneut als Schlussläuferin der Staffel 22. wurde. Da vier weitere Staffeln distanziert werden konnten, war es eines der besten internationalen Resultate für britische Frauen im Biathlon.
Im Zuge der Weltmeisterschaften beendete Fay Potton mit 35 Jahren auch ihre Karriere.

## Statistiken

### Biathlon-Weltcup-Platzierungen
Die Tabelle zeigt alle Platzierungen (je nach Austragungsjahr einschließlich Olympische Spiele und Weltmeisterschaften).
- 1.–3. Platz: Anzahl der Podiumsplatzierungen
- Top 10: Anzahl der Platzierungen unter den ersten zehn (einschließlich Podium)
- Punkteränge: Anzahl der Platzierungen innerhalb der Punkteränge (einschließlich Podium und Top 10)
- Starts: Anzahl gelaufener Rennen in der jeweiligen Disziplin

| Platzierung         | Einzel | Sprint | Verfolgung | Massenstart | Staffel | Gesamt |
| ------------------- | ------ | ------ | ---------- | ----------- | ------- | ------ |
| 1. Platz            |        |        |            |             |         |        |
| 2. Platz            |        |        |            |             |         |        |
| 3. Platz            |        |        |            |             |         |        |
| Top 10              |        |        |            |             |         |        |
| Punkteränge         |        |        |            |             | 3       | 3      |
| Starts              | 2      | 2      |            |             | 3       | 7      |
| Stand: Karriereende |        |        |            |             |         |        |

### Biathlon-Weltmeisterschaften
Ergebnisse bei den Weltmeisterschaften:
| Weltmeisterschaften | Weltmeisterschaften | Einzelwettbewerbe | Einzelwettbewerbe | Einzelwettbewerbe | Einzelwettbewerbe | Staffelwettbewerbe |
| Jahr                | Ort                 | Einzel            | Sprint            | Verfolgung        | Massenstart       | Damenstaffel       |
| ------------------- | ------------------- | ----------------- | ----------------- | ----------------- | ----------------- | ------------------ |
| 2011                | Chanty-Mansijsk     | 84.               | 88.               | –                 | –                 | 19.                |
| 2012                | Ruhpolding          | 106.              | DNS               | –                 | –                 | 22.                |